# 4 أشهر، 3 أسابيع ويومان
4 أشهر, 3 أسابيع ويومان (بالرومانية: Patru luni, 3 săptămâni şi 2 zile) فيلم دراما روماني من إنتاج عام 2006, من إخراج وكتابة المخرج الروماني الأصل كريستيان مونجيو، حاز على جائزة السعفة الذهبية في مهرجان كان السينمائي عام 2007. تدور احداث الفيلم في أواخر فترة النظام الشيوعي في رومانيا تحت حكم نيكولاي تشاوشيسكو,د عن طالبتان تعيشان في السكن الجامعي في غرفة مشتركة وتحاول إحداهما ان تجهض طفلها بطريقة غير مشروعة. صور الفيلم بين بوخارست وبلويشت.

## النقد والجوائز
حقق الفيلم نجاحا ملحوظا على الصعيد العالمي بعد عرضه في مهرجان كان السينمائي, حائزا على جوائز أخرى على الصعيد الأوروبي والأمريكي مثل جائزة الفيلم الأوروبي، جائزة النقاد الأمريكيين لفيلم أجنبي وغيرها. وحاز على اعجاب النقاد محققا نسبة 96% في موقع الطماطم الفاسدة بعد 127 ملخص. وعده الكثير من النقاد ضمن أفضل 10 أفلام لعام 2007.

## وصلات خارجية
- 4 أشهر، 3 أسابيع ويومان على موقع IMDb (الإنجليزية)
- 4 أشهر، 3 أسابيع ويومان على موقع ميتاكريتيك (الإنجليزية)
- 4 أشهر، 3 أسابيع ويومان على موقع روتن توميتوز (الإنجليزية)
- 4 أشهر، 3 أسابيع ويومان على موقع نتفليكس (الإنجليزية)
- 4 أشهر، 3 أسابيع ويومان على موقع قاعدة بيانات الأفلام العربية
- 4 أشهر، 3 أسابيع ويومان على موقع ألو سيني (الفرنسية)
- 4 أشهر، 3 أسابيع ويومان على موقع Turner Classic Movies (الإنجليزية)
- 4 أشهر، 3 أسابيع ويومان على موقع أول موفي (الإنجليزية)
- 4 أشهر، 3 أسابيع ويومان على موقع بوكس أوفيس موجو (الإنجليزية)
- 4 أشهر، 3 أسابيع ويومان على موقع فيلمافينيتي (الإسبانية)
- الموقع الرسمي
- مقابلة مع المخرج - الأفلام الأوروبية